# NGC 6199
NGC 6199 – gwiazda o jasności 14,8m, znajdująca się w gwiazdozbiorze Herkulesa. Skatalogował ją Albert Marth 9 lipca 1864 roku jako obiekt typu „mgławicowego”.